# José Míguez Bonino

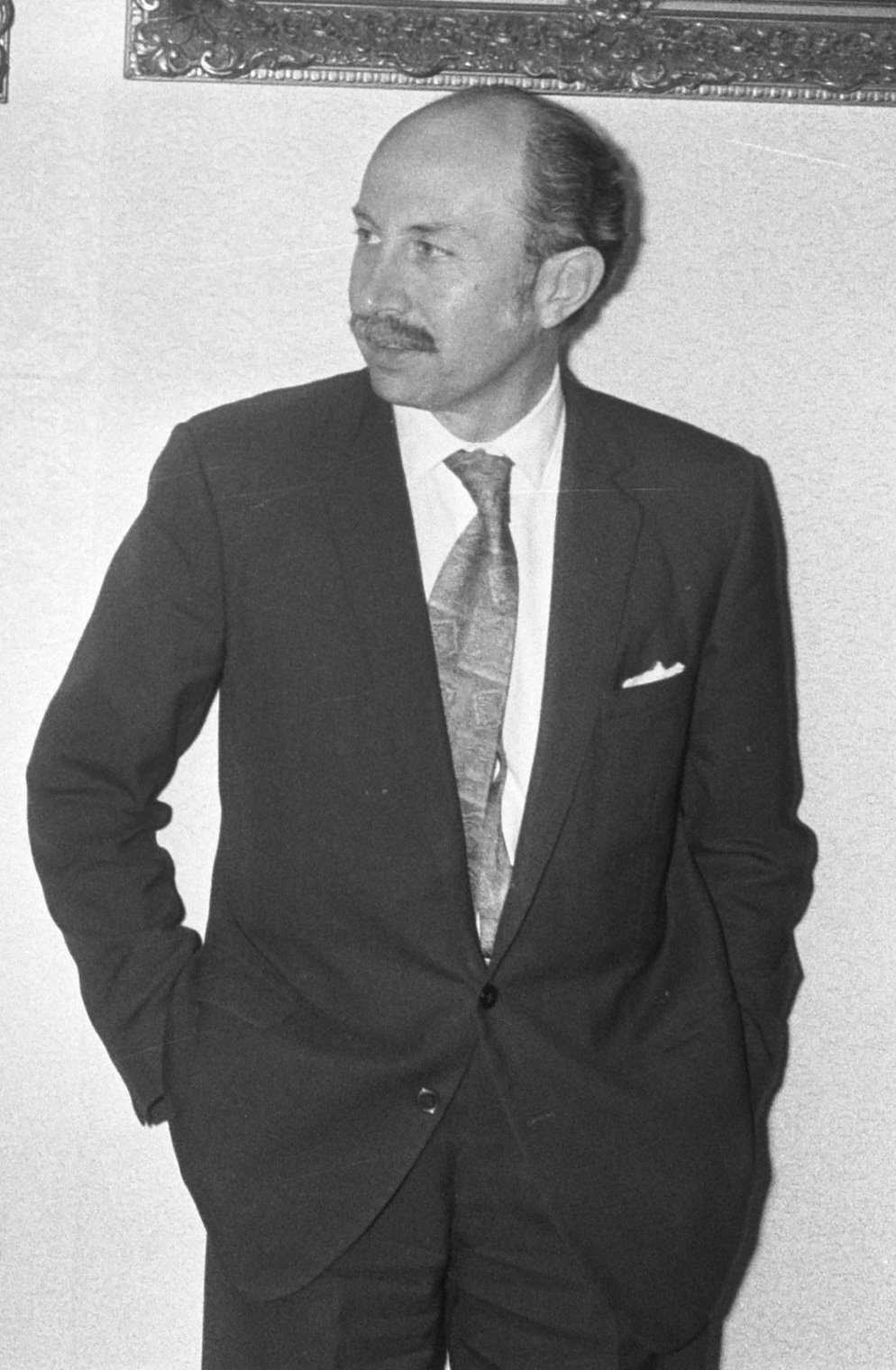
Míguez Bonino (1974)

José Míguez Bonino, född 5 mars 1924 i Santa Fe, död 1 juli 2012 i Buenos Aires,  var en argentinsk teolog.
Bonino, som studerade i Buenos Aires och USA, var pastor inom metodistkyrkan. Han var professor i systematisk teologi i Buenos Aires och en känd företrädare för befrielseteologi. Han deltog i Andra Vatikankonciliet som representant för metodistkyrkan. Bland hans skrifter märks Doing Theology in a Revolutionary Situation (1975), Toward a Christian Political Ethics (1982) och Faces of Latin American Protestantism (1993).